# Mesosemiini
De Mesosemiini vormen een tribus van vlinders in de familie van de prachtvlinders (Riodinidae), onderfamilie Riodininae.

## Geslachten
- Eunogyra Westwood, 1851
- Hermathena Hewitson, 1874
- Hyphilaria Hübner, 1819
- Ionotus J. Hall, 2005
- Ithomiola C. & R. Felder, 1865
- Leucochimona Stichel, 1909
- Mesophthalma Westwood, 1851
- Mesosemia Hübner, 1819
- Napaea Hübner, 1819
- Perophthalma Westwood, 1851
- Semomesia Westwood, 1851
- Teratophthalma Stichel, 1909
- Voltinia Stichel, 1910